# Écluse de l'Aiguille
L'écluse de l'Aiguille est une écluse à bassins doubles du canal du Midi. Construite vers 1674, elle se trouve à 133,4 km de Toulouse à 59 m d'altitude. Les écluses adjacentes sont l'écluse de Puichéric à l'est et l'écluse de Saint-Martin, à l'ouest.
Elle est située sur la commune de Puichéric dans le département de l'Aude en région Occitanie.